# Алмасзаде, Гамэр Гаджи Ага кызы
Гамэ́р Гаджиага́ кызы́ Алмасзаде́ (азерб. Qəmər Hacıağa qızı Almaszadə; 1915—2006) — азербайджанская, советская балерина, балетмейстер, хореограф, педагог. Народная артистка СССР (1959). Первая балерина Азербайджана и первая балерина на востоке.

## Биография

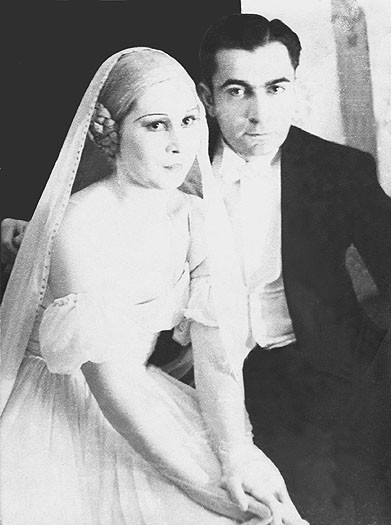
Свадьба Г.Алмасзаде и А.Бадалбейли, 1931 г.

Родилась 10 марта 1915 года в Баку в семье сапожника и акушерки.
Впервые занялась балетом в 6 лет в частной студии (позже — школа при оперном театре, ныне Бакинское хореографическое училище).
После окончания обучения, с 1930 года — балерина Азербайджанского театра оперы и балета им. М. Ф. Ахундова. Одновременно получала среднее специальное образование в педагогическом училище. В 1932 году сыграла второстепенную роль в опере Р. М. Глиэра «Шахсенем».
В 1933—1936 годах училась в Ленинградском хореографическом техникуме (ныне Академия русского балета им. А. Я. Вагановой), класс М. Ф. Романовой (Улановой) (матери балерины Г. С. Улановой).
С 1936 года — солистка Азербайджанского театра оперы и балета имени М. Ф. Ахундова.
В 1937 году возглавила Азербайджанский государственный ансамбль песни и танца при Азербайджанской филармонии, руководила танцевальной группой ансамбля, ставила народные танцы.
Участвовала в экспедиции в районы Азербайджана под руководством композитора У. Гаджибекова с целью собрать образцы народных танцев для пополнения репертуара ансамбля и их пропаганды.
С 1953 года — главный балетмейстер Азербайджанского театра оперы и балета имени М. Ф. Ахундова, с 1972 — художественный руководитель балетной труппы.
Гастролировала во Франции, Индии и Непале.
С 1936 года преподавала в Бакинском хореографическом училище, позже стала его директором (до конца 1990-х). Среди учеников: Лейла Векилова, Рафига Ахундова, Роза (Гюлли Баджи) Алиевна Худа-кули (Гаджиева), Тамилла Ширалиева, Чимназ Бабаева.
В 1970 году была приглашена Министерством культуры Ирака в Багдад, где под её руководством был основан Иракский ансамбль народного танца.
Автор ряда статей по азербайджанскому балетному искусству.
Член ВКП(б) с 1945 года.
Скончалась 7 апреля 2006 года в Баку. Похоронена на Аллее почётного захоронения.

### Семья
- Муж (с 1931) — Афрасияб Бадалбейли (1907—1976), азербайджанский композитор, дирижёр, музыковед и публицист. Народный артист Азербайджанской ССР (1960). Брак распался вскоре после их совместной работы над балетом «Девичья башня» (1940)[8].

## Награды и звания

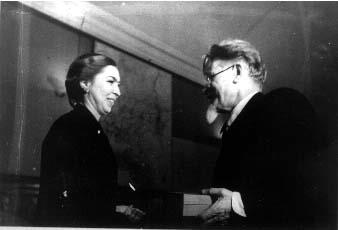
Председатель Президиума Верховного Совета СССР Михаил Калинин вручает Алмасзаде орден Трудового Красного Знамени (Москва, 1938 год)

- Заслуженная артистка Азербайджанской ССР (1940)
- Народная артистка Азербайджанской ССР (1943)[9]
- Народная артистка СССР (1959)
- Сталинская премия второй степени (1952) — за постановку балетного спектакля «Гюльшен» С. И. Гаджибекова
- Орден Ленина (1985)
- Орден Октябрьской Революции (1971)
- Два ордена Трудового Красного Знамени (17 апреля 1938 — за выдающиеся заслуги в деле развития азербайджанского оперного искусства, азербайджанской музыки, песни и танцев[10]; 1976)
- Орден Дружбы народов (1981)
- Орден «Слава» (Азербайджан) (27 марта 1995) — за выдающиеся заслуги в развитии национального хореографического искусства Азербайджана[11]
- Орден Трёх Слонов (Лаос)[12]
- Почётная грамота Президиума Верховного Совета Азербайджанской ССР (21 мая 1970)[13]
- Золотая медаль «Театральный деятель»[азерб.] (2005, Союз театральных деятелей Азербайджана)
- Персональная стипендия Президента Азербайджанской Республики (11 июня 2002)[14]

## Творчество

### Партии

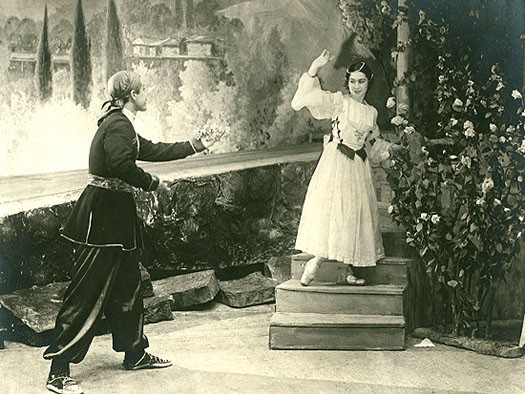
К.Баташов и Г.Алмасзаде в балете «Девичья башня», 1940 г.

- 1931 — «Красный цветок» Р. М. Глиэра — Тао Хоа
- 1936 — «Корсар» на музыку А. Адана, Ц. Пуни, Л. Делиба, Д. Дриго — Медора
- 1939 — «Бахчисарайский фонтан» Б. В. Асафьева — Мария, Зарема
- 1940 — «Девичья башня» А. Бадалбейли — Гюльянак
- 1943 — «Раймонда» А. К. Глазунова — Раймонда
- 1945 — «Лебединое озеро» П. И. Чайковского — Одетта-Одиллия
- 1945 — «Дон Кихот» Л. Минкуса — Китри
- 1949 — «Щелкунчик» П. И. Чайковского — Маша
- 1950 — «Гюльшен» С. Гаджибекова — Гюльшен
- 1952 — «Семь красавиц» К. Караева — Айша.

Мемориальная доска на стене дома в Баку, в котором в 1937—2006 гг. жила Гамэр Алмасзаде

### Постановки
- 1940 — «Тэрлан» А. Бадалбейли (Бакинское хореографическое училище)
- 1948, 1958, 1977 — «Девичья башня» А. Бадалбейли
- 1949 — «Доктор Айболит» И. В. Морозова
- 1950, 1959 — «Гюльшен» С. Гаджибекова
- 1954 — «Красный цветок» Р. М. Глиэра
- 1955 — «Спящая красавица» П. И. Чайковского
- 1956 — «Лауренсия» А. А. Крейна
- 1957 — «Золотой ключик» Б. И. Зейдмана
- 1959 — «Арлекинада» Р. Дриго
- 1956 — «Лауренсия» А. А. Крейна
- 1961 — «Жизель» А. Адана
- 1963 — «Лебединое озеро» П. И. Чайковского
- 1965 — «Чернушка» А. Аббасова
- 1968 — «Шур» Ф. Амирова[15]
- 1969 — «Семь красавиц» К. Караева (совм. с П. А. Гусевым)
- 1973 — «Дон Кихот» Л. Минкуса.

### Фильмография
- 1948 — «Вечерний концерт»
- 1954 — «Родному народу»
- 1972 — «Связь с огнём»
- 1972 — «Правда о нашей республике»
- 1975 — «Легенды мира»
- 2001 — «Золотой фонд. Избранное»
- 2008 — «Окно в мир. Гамэр Алмасзаде» Программа GunAzTv.
- «Гамэр Алмасзаде» (фильм).